# KZ-Außenlager Haunstetten
Das KZ-Außenlager Haunstetten mit etwa 2700 KZ-Häftlingen war von Anfang Februar 1943 bis Mitte April 1944 eines der 169 Außenlager des Konzentrationslagers Dachau in Haunstetten, inzwischen Stadtteil von Augsburg. Nach dem schweren Luftangriff am 13. April 1944 wurden die KZ-Häftlinge für die Produktion in KZ-Außenlager wie Augsburg-Pfersee verlagert.
Neben Haunstetten, das damals eine selbständige Gemeinde war, gab es in Augsburg weitere KZ-Außenlager wie Augsburg-Kriegshaber.

## Errichtung

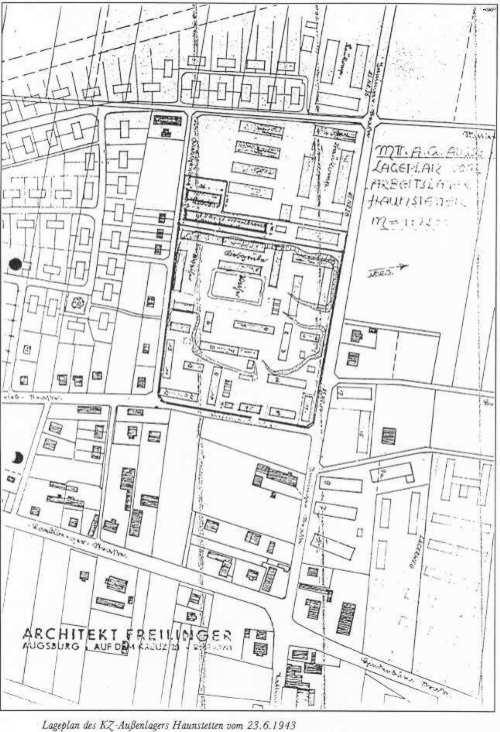
Lageplan Außenlager KZ Dachau in Haunstetten (südlich der heutigen Hermann-Frieb-Straße)

Zur Zeit des Nationalsozialismus war Augsburg ein Zentrum der Rüstungsindustrie für die Kriegsvorbereitung, mit der Maschinenfabrik Augsburg-Nürnberg (MAN) wie der Messerschmitt AG, die hier schließlich 31 Produktionsbetriebe hatte, mit steigendem Anteil an Zwangsarbeitern.
Dieses KZ-Außenlager war das erste der Messerschmitt-Werke in Augsburg für die Internierung von KZ-Häftlingen. Es wurde Anfang Februar 1943 innerhalb weniger Tage an der Inninger Straße auf dem Gelände einer ehemaligen Kiesgrube errichtet, zur Unterbringung von etwa 2700 Häftlingen. Damit war dies das größte KZ-Außenlager in Augsburg. Es wurde eingerichtet, als die heimischen Arbeiter der Messerschmitt-Werke in den Kriegsdienst zogen und sie zunehmend durch Zwangsarbeiter und KZ-Häftlinge ersetzt wurden. In der Umgebung gab es daher weitere Lager für Zwangsarbeiter.

## Betrieb des KZ-Außenlagers
Das Außenlager war mit einem drei Meter hohen Stacheldrahtzaun umgeben und durch vier Wachtürme gesichert. Im Januar 1944 waren in 22 Holzbaracken schließlich 2695 Häftlinge interniert, vorgesehen waren 3400, geplant der Ausbau auf 4500 Gefangene.
Fast alle KZ-Häftlinge mussten in den Messerschmitt-Werken in Augsburg und Haunstetten im Umkreis von zwei bis vier Kilometern arbeiten, für den Bau der Kriegsflugzeuge Messerschmitt Me 210 und dessen Nachfolger Me 410. Auf diesem Weg zu den Arbeitsstätten waren sie für die Bevölkerung unübersehbar. Die Arbeitszeit betrug von Montag bis Freitag je zwölf Stunden, am Samstag sechs Stunden.
Auch in diesem Außenlager gab es nach Berichten einiger ehemaliger Häftlinge Übergriffe durch die SS-Wachmannschaften, detailliert berichteten sie über Exekutionen zur Bestrafung nach Fluchtversuchen oder Sabotagevorwürfen. Nach Erinnerungen von Gefangenen war der eine als Lagerkommant eingesetzte SS-Hauptscharführer brutal, ein anderer „sadistisch-verklemmt“. Häftlinge wurden von Wachpersonal der Waffen-SS schikaniert, gequält, geschlagen und getreten, teils bis auf’s Blut. Der KZ-Häftling Edmond Falkuss berichtete später, dass Geflohene wie auch des Lebensmitteldiebstahls Bezichtigte am Appellplatz gehängt wurden. Weitere Häftlinge kamen durch Hunger, Ermüdung, Strafen und Selbstmorden aufgrund der Lagerbedingungen ums Leben. Schwerer Erkrankte und Verletzte wurden ins Stammlager Dachau überstellt, für 340 ist dies belegt.

## Luftangriffe 1944 und Auflösung des Lagers
Die werkseigenen Luftschutzräume standen KZ-Häftlingen in der Regel nicht zur Verfügung. Bei den Luftangriffen der Alliierten am Mittag des 25. Februars 1944, 16. März und 13. April kamen in Haunstetten hunderte von Menschen um, auch KZ-Häftlinge dieses KZ-Außenlagers.
Nach der Zerstörung dieses KZ-Außenlagers durch die Luftangriffe am 13. April 1944 wurde es nicht wieder aufgebaut. Die Gefangenen schliefen die ersten Nächte auf dem Schießplatz in der Nähe, wo zuvor Gefangene hingerichtet worden waren, und wurden dann in andere KZ-Außenlager verlegt, wie das Hauptaußenlager Augsburg-Pfersee, Gablingen oder Leonberg.

## Juristische Aufarbeitung
Insgesamt etwa 400 KZ-Häftlinge fanden in Haunstetten den Tod. Juristische Folgen gab es nicht. Die Ermittlungen der Zentralen Stelle der Landesjustizverwaltungen in Ludwigsburg führten nicht zur Strafverfolgung.

## Todesopfer – Namen und Herkunft

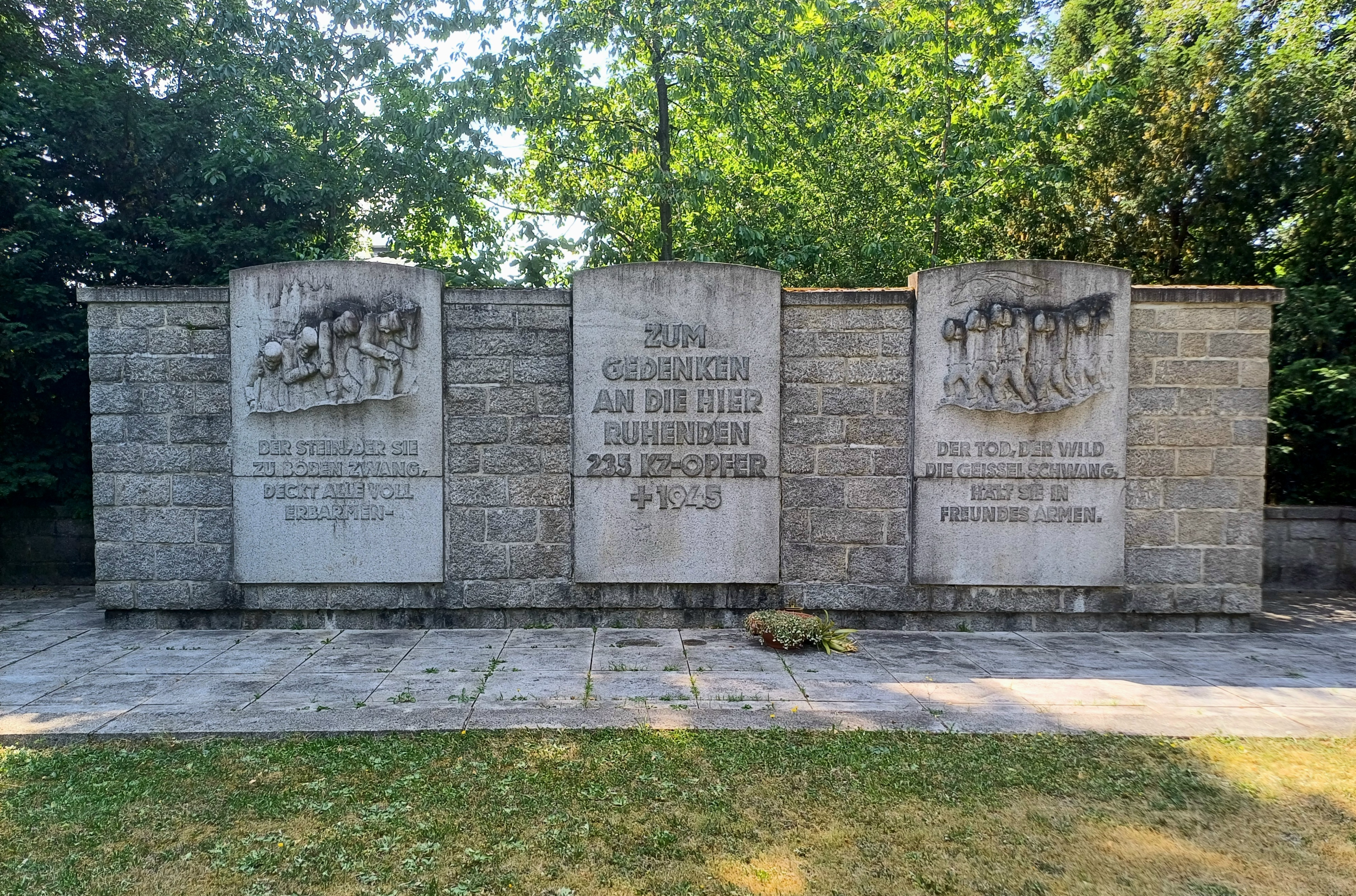
KZ-Ehrenhain Westfriedhof Augsburg

Namen und Herkunft von 128 getöteten KZ-Häftlingen konnten vom Kulturkreis Haunstetten in den noch vorhandenen Quellen recherchiert, einige Erschießungen nachvollzogen werden. Die Verstorbenen waren meist Männer um die 20 Jahre. Teilweise waren die Todesfälle auf schriftliche Anzeige der Kommandantur des Konzentrationslagers Dachau im Sterbebuch von 1942 bis 1945 der Gemeinde Haunstetten eingetragen worden. Andere Angriffsopfer fanden sich im Buch des Standesamtes Augsburg, gemeldet vom Lager Dachau Außenkommando Haunstetten. Registriert sind neben den Namen, Geburtsdatum und Ort auch der letzte Wohnort vor dem Lager, der Beruf, der Auffindungsort und die Staatsangehörigkeit. Wo die einzelnen Opfer jeweils begraben wurden, ist unklar. Es gab bis 1949 vier Massengräber auf dem Westfriedhof und auf dem Protestantischen Friedhof.

## Erinnerung und Gedenken
Der Bereich des damaligen Außenlagers Haunstetten am Ende der heutigen Hermann-Frieb-Straße ist außen herum mit Wohnbebauung und im Innenbereich durch einen Park mit Spielplätzen belegt. Im Park befindet sich ein kleiner Hain mit Gedenktafel und einem Mahnmal des Künstlers Claus Scheele vom Mai 1985. Hier steht seit Frühjahr 2008 eine Gedenktafel mit den Namen, der Altersangabe und der Nationalität der Getöteten sowie die Daten der Bombenangriffe. Der dortige Gedenkstein trägt die Inschrift:
Auf diesem Areal befand sich

im Februar 1943 bis zur Zerstörung

bei einem Bombenangriff

im April 1944 ein Aussenlager

des Konzentrationslagers Dachau

mit 2700 Menschen aus ganz Europa,

die hier vom nationalsozialistischen

Regime zur Zwangsarbeit

eingesetzt worden waren.
Ihnen zu Ehren

hat die Stadt Augsburg

diese Gedenkstätte geschaffen.
Das Gelände wurde in der Nachkriegszeit nach Hermann Frieb, einem bayerischen Sozialdemokraten und Widerstandskämpfer in der Zeit des Nationalsozialismus benannt.
Die Stadt Augsburg benannte 1980 eine Straße nach dem Gründer des nationalsozialistischen Musterbetriebs Messerschmitt, die „Professor-Messerschmitt-Straße“. Der Stadtrat beschloss 2019 bewusst, diesen umstrittenen Straßennamen beizubehalten.